# Сардоров, Файзали Азизович
Файзали́ Ази́зович Сардо́ров (8 апреля 1998, Душанбе, Таджикистан) — таджикский игрок в мини-футбол. Универсал таджикского клуба «Соро Компания» и сборной Таджикистана.

## Биография
Воспитанник республиканской образовательной школы-интерната спортивного профиля (РОШИСП) города Душанбе. Первый наставник Абдуджалил Саидов. В 2013 году в свои 15 лет, был признан лучшим игроком на проводящем ежегодном турнире «Кубок Кирсанова» и уже на следующий год получил приглашение в столичную команду «Хумо». В 2017 году признавался лучшим игроком года в Таджикистане. Учитывая систему проведения чемпионата Кыргызстана (осень-весна) с 2018 года так же играет в чемпионате этой страны.

## Достижения
Клубные:
- Четырёхкратный победитель СЛФТ: 2018[3], 2019, 2021[4],2022.
- Трехкратный победитель Кубка Таджикистана по футзалу: 2020, 2021[4],2022
- Победитель Кубка Кыргызстана по футзалу: 2019[5].
- Победитель Суперкубка Таджикистана по футзалу: 2021[6],2022, 2023
- Серебряный призёр чемпионата Кыргызстана: 2018, 2019, 2020.

Личные:
- Лучший футболист года в Таджикистане по футзалу: 2017,2021,2022
- Лучший игрок финала Кубка Кыргызстана: 2019[5]